# Uadjmose
Uadjmose (1514/1513 a.C. circa – ante 1493 a.C.) è stato un principe egizio della XVIII dinastia.

## Biografia
Uadjmose nacque probabilmente pochi anni prima che suo padre Thutmose I (ca. 1506 - 1493 a.C.; dibattuto) fosse incoronato faraone. Il suo nome significa "Nato da Uadjet". Aveva un fratello di nome Amenmose; l'identità della loro madre è dibattuta. Se figli della regina Ahmose, sarebbero stati pienamente fratelli di Hatshepsut (ca. 1479 - 1458 a.C.) e Nefrubiti. D'altronde, potrebbe essere stato figlio della regina Mutnofret e quindi fratello di Thutmose II (ca. 1493 - 1479 a.C.).
Uadjmose fu raffigurato nella tomba del suo precettore Paheri, a El-Kab, da bambino, seduto sulle gambe di Paheri. Si ritiene che sia premorto al padre. Uadjmose e un altro principe di nome Ramose sono menzionati nella cappella funeraria, a Tebe, di re Thutmose I, dove compare anche la regina Mutnofret. Tale cappella fu probabilmente eretta nel corso del regno di Thutmose II, nei pressi del sito che fu successivamente occupato dal Tempio mortuario di Thutmose IV e dal Ramesseum. Vi fu inoltre rinvenuta una statua della regina Mutnofret, aumentando le possibilità che fosse sua madre.

Il suo nome compare inscritto all'interno di cartigli, piuttosto insolito per un principe. 

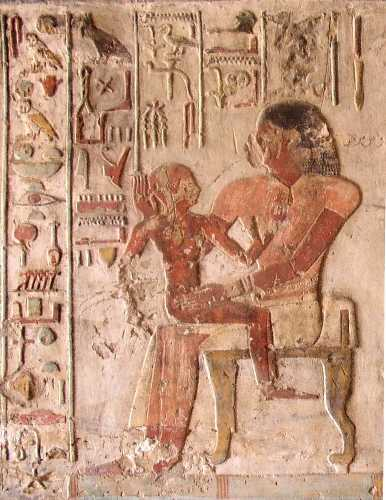
L'originale del rilievo di Uadjmose sulle gambe di Paheri, a El-Kab.
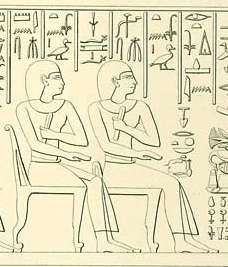
Copia di un rilievo raffigurante Uadjmose e suo fratello Amenmose, sempre nella tomba di Paheri a El-Kab. Disegno di Karl Richard Lepsius.
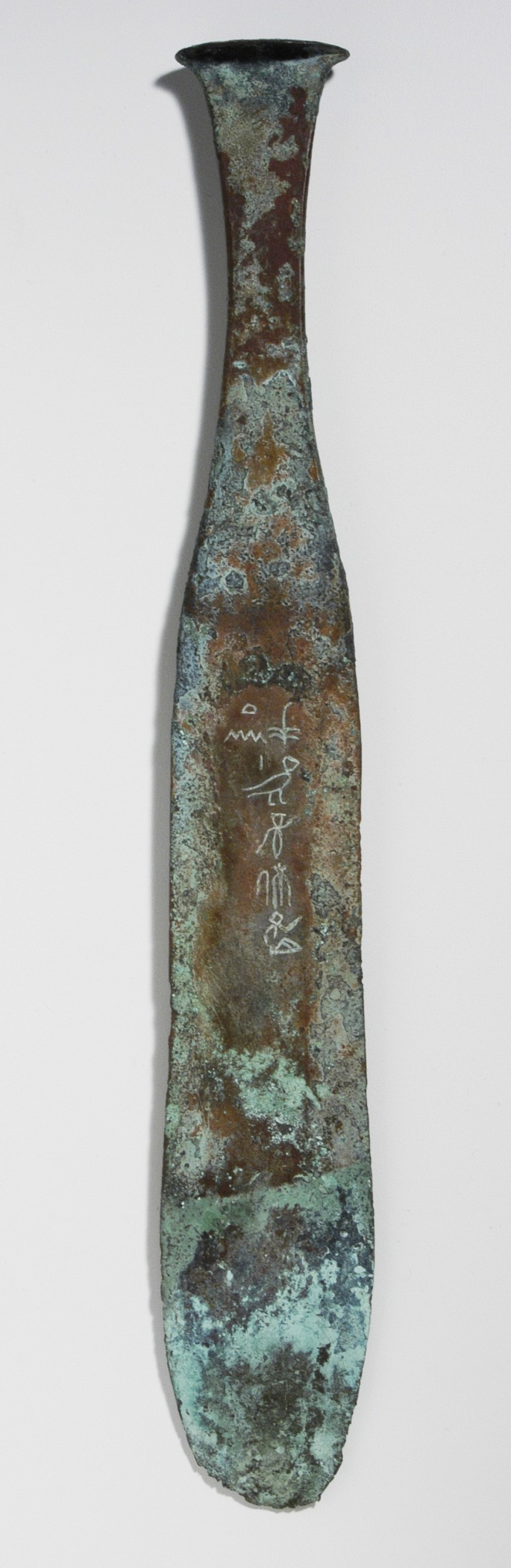
Pugnale appartenente al principe Uadjmose, in bronzo. Los Angeles County Museum of Art, Los Angeles.